# Bataille de Catraeth
La bataille de Catraeth est un affrontement qui aurait eu lieu vers le début du VIIe siècle entre les Bretons du royaume de Gododdin et les Angles de Bernicie ou du Deira.
Un groupe de 300 guerriers bretons provenant de tout le Hen Ogledd aurait été réuni par le roi Mynyddog Mwynfawr à Din Eidyn (Édimbourg), la capitale du Gododdin. Ils auraient chevauché vers le sud pour attaquer la forteresse de Catraeth (Catterick, dans le Yorkshire ?), mais ils auraient subi une défaite écrasante face aux Angles. Seuls quelques-uns en auraient réchappé, parmi lesquels le héros Cynon ap Clydno (en) et le poète Aneirin.
Cette bataille n'est quasiment connue qu'à travers le poème gallois Y Gododdin, une série d'élégies pour les guerriers du Gododdin tués au combat attribué à Aneirin. Le nom de Catraeth est également mentionné dans deux autres poèmes gallois, le Gweith Gwen Ystrat et le Moliant Cadwallon (cy). Le Y Gododdin, qui est celui qui offre le plus d'informations, est difficile à dater et à interpréter. La « bataille de Catraeth » a été postulée par le philologue gallois Ifor Williams dans son édition du poème en 1938. Longtemps acceptée par la communauté scientifique, sa théorie est cependant remise en question par des lectures plus récentes.
Dans un article de 1910, Edward Nicholson (en) propose une interprétation du nom Catraeth en cath Raith, « la bataille de Raith ». Cela situerait selon lui la bataille à Raith (en), dans la région du Fife.